# Trell Kimmons
David « Trell » Kimmons (né le 13 juillet 1985 à Coldwater, Mississippi) est un athlète américain spécialiste du 100 et du 200 mètres.

## Carrière
Il remporte la médaille d'or du relais 4 × 100 m lors des Championnats du monde juniors 2004 de Grosseto aux côtés de Abidemi Omole, Ivory Williams et LaShawn Merritt. L'équipe américaine établit à cette occasion un nouveau record du monde junior de la discipline en 38 s 66. Étudiant à l'Université de l'Alabama, Trell Kimmons s'adjuge les titres NCAA du 200 m en 2005 en 2006, et celui du 60 m en salle en 2006. 
En début de saison 2010, Trell Kimmons se classe quatrième des Championnats du monde en salle de Doha en 6 s 59, échouant à deux centièmes de secondes seulement de l'Antiguais Daniel Bailey, médaillé de bronze. Deuxième du 100 m des Championnats des États-Unis de Des Moines derrière son compatriote Walter Dix, l'Américain remporte le 19 août le Meeting de Zurich en 9 s 95 (-0,8 m/s), devenant à cette occasion le 72e athlète à descendre sous la barrière des dix secondes au 100 mètres. Il établit par ailleurs lors de cette compétition la meilleure performance mondiale de l'année sur 4 × 100 m en compagnie de Wallace Spearmon, Tyson Gay et Michael Rodgers avec le temps de 37 s 45.,
Lors des Championnats du monde de Daegu en août 2011, il se hisse en demi-finales du 100 m. Il y prend la 4e place en 10 s 21 derrière notamment les deux qualifiés pour la finale Usain Bolt et Christophe Lemaitre.
Lors de la saison 2012, il remporte les championnats des États-Unis en salle en devançant Justin Gatlin de deux centièmes. Il établit à cette occasion son record personnel et la meilleure performance mondiale de l'année. Toutefois, lors des sélections olympiques américaines de Eugene, il n'obtient pas sa qualification pour les Jeux de Londres en terminant sixième de l'épreuve du 100 m, derrière notamment Justin Gatlin (9 s 80), Tyson Gay (9 s 86) et Ryan Bailey (9 s 93), dans le temps de 10 s 02 (+1,8 m/s).
Lors du meeting Herculis du 20 juillet 2012, il contribue comme premier relayeur à la victoire de l'équipe américaine « Rouge » en 37 s 61, meilleur temps de la saison, équipe également composée de Justin Gatlin, Tyson Gay et Ryan Bailey, malgré des passages de témoin perfectibles. Aux Jeux olympiques de 2012, à Londres, il s'adjuge dans un premier temps la médaille d'argent du relais 4 × 100 m en compagnie de Justin Gatlin, Tyson Gay et Ryan Bailey. L'équipe des États-Unis, qui établit un nouveau record national en 37 s 04, est devancée par la Jamaïque, auteur d'un nouveau record mondial en 36 s 84. En mai 2015, le relais américain perd sa médaille d'argent après la disqualification de Tyson Gay pour dopage après un contrôle de juin 2013 et une sanction qui le prive de tous ses résultats à partir de juillet 2012,.

### Dopage
Le 27 septembre 2016, il est suspendu pour dopage à la suite d'un contrôle antidopage positif lors des Championnats des États-Unis en salle de Portland le 12 mars. La suspension commence à partir du 14 avril.

## Palmarès
| Date | Compétition                    | Lieu     | Place | Épreuve   |
| ---- | ------------------------------ | -------- | ----- | --------- |
| 2004 | Championnats du monde juniors  | Grosseto | 1er   | 4 × 100 m |
| 2010 | Championnats du monde en salle | Doha     | 4e    | 60 m      |
| 2012 | Championnats du monde en salle | Istanbul | 4e    | 60 m      |
| 2012 | Jeux olympiques                | Londres  | —     | DQ,       |
| 2015 | Championnats NACAC             | San José | 2e    | 4 x 100 m |

## Records
| Épreuve   | Performance | Lieu        | Date            |
| --------- | ----------- | ----------- | --------------- |
| 60 m      | 6 s 45      | Albuquerque | 26 février 2012 |
| 100 m     | 9 s 95      | Zurich      | 19 août 2010    |
| 200 m     | 20 s 37     | Eugene      | 28 juin 2009    |
| 4 × 100 m | 37 s 04     | Londres     | 11 août 2012    |